# الکساندر روشچینسکی
الکساندر روشچینسکی (اوکراینی: Олександр Олександрович Рощинский؛ زادهٔ ۳۰ نوامبر ۲۰۰۰) بازیکن فوتبال اهل اوکراین است.